# Iluzie optică
Iluzia optică (sau iluzia vizuală) reprezintă perceperea unei imagini care conduce la o estimare eronată a realității. Iluziile optice sunt studiate de psihologia percepției.

## Iluzii fiziologice

Iluzia lui Ernst Mach:
De remarcat modul cum sunt percepute cele două benzi de lângă zona centrală

Iluzia grilajului sau a lui Hermann:
La intersecții parcă apar pete negre

Acestea sunt un fel de imagini remanente datorate unor puternice, contrastante alternanțe de luminozitate, de culoare, de mișcare etc. care produc o puternică stimulare a zonei optice cerebrale.

## Iluzii cognitive
Aceste iluzii apar la interacțiunea diverselor idei predefinite privind lumea exterioară și care conduc la așa-numita „deducție inconștientă”. Sunt cele mai interesante și mai bine cunoscute. Nu au o cauză fiziologică, acționează la nivelul interpretării vizuale, al ipotezelor preconcepute. Au fost studiate în secolul al XIX-lea de către Hermann von Helmholtz.
Iluziile cognitive se împart în:
- Iluzii de ambiguitate: Imaginile obiectelor suferă schimbări semnificative de aspect. Putem admite mai multe interpretări ale imaginii: „cubul Necker”, „vaza lui Rubin”, „iepurele-rața”

- Iluzii de distorsionare: anamorfoza, „peretele de cafenea”, „iluzia Müller-Lyer”.

- Iluzii paradoxale: „triunghiul Penrose”, „scările imposibile”, „cascada”.

- Iluzii fictive: produse de halucinații.